# Batalla de Filipos
La batalla de Filipos enfrentó a las fuerzas de Marco Antonio y Octavio (miembros del Segundo Triunvirato) contra las fuerzas de los asesinos de Julio César: Marco Junio Bruto y Cayo Casio Longino, en el año 42 a. C., en Filipos, Macedonia.
La batalla consistió en dos enfrentamientos en la llanura al oeste de la ciudad de Filipos. El primero de ellos aconteció el 3 de octubre; Bruto se enfrentó a Octavio, mientras las fuerzas de Marco Antonio se enfrentaban a las de Casio. En un principio, Bruto hizo retroceder a Octavio y se adentró en su campamento. Pero en el sur, Casio fue derrotado por Marco Antonio y se suicidó tras escuchar un informe falso según el cual Bruto también había fracasado. Bruto reunió las tropas restantes de Casio y ambos bandos ordenaron a sus ejércitos que se retiraran a sus campamentos. La batalla fue esencialmente un empate, si no fuera por el suicidio de Casio.
El segundo encuentro, el 23 de octubre, acabó con las fuerzas de Bruto, que a su vez se suicidó, dejando a los triunviros con el control de la República romana.

## Antecedentes
Tras la muerte de Julio César, Bruto y Casio (los dos principales conspiradores en el asesinato de César) habían abandonado Italia y tomado el control de todas las provincias orientales (desde Grecia y Macedonia hasta Siria), así como de los reinos orientales aliados. Bruto controlaba el Ilírico, Macedonia y Grecia, mientras que Casio ejercía el gobierno sobre la Cirenaica, Chipre y Asia. En virtud de la Lex Pedia, aprobada el 43 a. C., el gobierno que Bruto y Casio ejercían sobre las provincias orientales era ilegal.
Mientras tanto, en Roma, los tres principales líderes cesarianos (Marco Antonio, Octavio y Marco Emilio Lépido), que controlaban casi todos los ejércitos romanos de Occidente, habían establecido el segundo triunvirato, aplastando a la oposición en el senado ejecutando a varios miembros del partido republicano, incluyendo a Cicerón y se disponían a destruir las fuerzas de los asesinos de César, no sólo para hacerse con el control de las provincias orientales, sino también para vengar la muerte de César.
Las noticias que llegaban de las provincias orientales no eran nada alentadoras para los triunviros. En esta región se organizó una oposición al nuevo régimen en torno a los "republicanos". En Siria, Casio, el cual ya tenía relaciones con la administración provincial después de ser uno de los pocos supervivientes de la desastrosa campaña de Craso contra el Imperio parto, había liberado al ejército de Quinto Cecilio Baso, que se encontraba sitiado desde hacía casi tres años en la ciudad de Apamea. Su intervención no pudo ser más afortunada; levantó el asedio y reclutó para su bando las dos legiones de Baso, a las seis legiones que lo sitiaban y además consiguió cuatro legiones más en Judea. Estas eran cuatro legiones que el legado Alieno llevaba desde Egipto al cónsul Dolabela (tres de ellas dejadas por Julio César después de su campaña en Egipto), quien las esperaba en Laodicea para que se rindieran y pasaran a su mando. De esta forma Casio, con un impresionante ejército de doce legiones, se dirigió a Loadicea donde se hallaba Dolabela el cual, viendo la situación, acabó suicidándose.
El conflicto internacional, por tanto, también había llegado a Egipto: Casio exigió a Cleopatra hombres y víveres, a lo que ella se negó, bajo la excusa de que la pobreza y las enfermedades asolaban Egipto. A pesar de todo, Cleopatra ya había decidido unirse a los triunviros con su armada, pero un fuerte vendaval la dispersó y tuvo que regresar a Egipto.
Mientras tanto, en Macedonia el propretor Gayo Antonio, quien como “legítimo” gobernador se enfrentaba a Bruto con dos legiones, tuvo que rendirse ante fuerzas superiores; esto después de que Bruto, tras muchas dificultades, consiguiera la rendición de las guarniciones de Dirraquio y Apolonia de Iliria y obligara a Publio Vatidio a retirarse hacia Iliria. Tras estos acontecimientos, Bruto reclutó a dos legiones más entre los macedonios, y con esto disponía de un respetable ejército formado por ocho legiones.

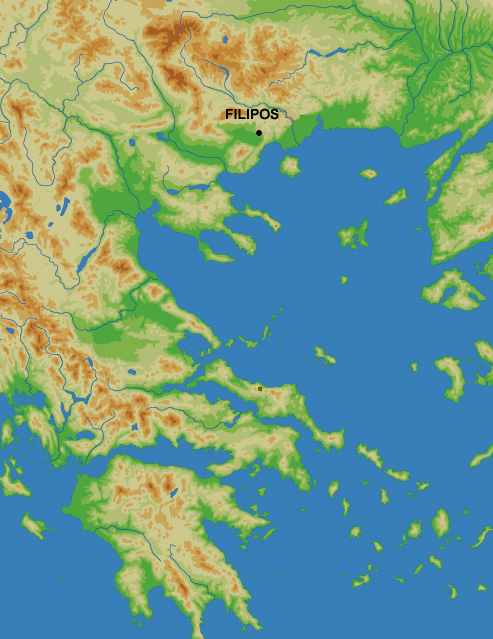
Filipos, en la Macedonia Oriental.

Por su parte, el triunvirato tampoco perdió el tiempo: Lépido fue dejado en Roma, mientras que los otros triunviros (Marco Antonio y Octavio) se desplazaron al norte de Grecia con sus mejores tropas (un total de veintiocho legiones). Enviaron una fuerza exploratoria compuesta por ocho legiones (comandadas por Cayo Norbano Flaco y Lucio Decidio Saxa), a lo largo de la vía Egnatia, con el objetivo de localizar el ejército de los republicanos. Norbano y Saxa pasaron la ciudad de Filipos y se hicieron fuertes en un estrecho paso de montaña. Marco Antonio venía por detrás mientras Octavio, que se había quedado rezagado en Dirraquio debido a su mala salud que le acompañaría durante toda la campaña, era llevado en litera. Aunque los triunviros habían logrado cruzar el mar Adriático, las comunicaciones con Italia se habían complicado debido a la llegada del almirante republicano Cneo Domicio Enobarbo, con una flota de 130 barcos.
Los republicanos no querían involucrarse en una batalla decisiva, sino más bien lograr una buena posición defensiva y utilizar su superioridad naval para bloquear las comunicaciones de los triunviros con su centro de abastecimiento en Italia. Bruto habían dedicado los meses anteriores a saquear las ciudades griegas para llenar sus reservas y se había reunido en Tracia con las legiones romanas de las provincias orientales que habían cruzado el Helesponto. Con unas fuerzas superiores consiguieron flanquear a Norbano y Saxa, que tuvieron que abandonar sus posiciones defensivas y retirarse al oeste. De este modo, Bruto y Casio podían hacerse fuertes en una posición defensiva privilegiada a ambos lados de la vía Egnatia, alrededor de 3,5 km al oeste de la ciudad de Filipos. Al sur su posición estaba protegida por unas marismas supuestamente infranqueables, y en el norte por unas colinas impenetrables. Tuvieron tiempo suficiente para fortificar su posición con una muralla y un foso. Bruto situó su campamento en el norte, mientras Casio lo hacía al sur de la vía Egnatia. Marco Antonio llegó en poco tiempo y posicionó su ejército al sur de la vía Egnatia, mientras Octavio situaba sus legiones al norte de la vía.
En este momento, en las conquistas romanas se había creado una división total de la moribunda república romana: por un lado Occidente, del lado de los triunviros, y por otro lado, Oriente del lado de los republicanos. La gran cantidad de legiones unidas por uno y otro lado reflejaba que iba a ser una monumental batalla que iba a decidir el futuro de Roma, de forma idéntica que en Farsalia: las mejores tropas romanas se enfrentaban en un solo campo de batalla, dejando de lado una larga campaña que a ninguno de los dos favorecería, debido a la difícil situación en que se encontraban tanto los triunviros como los republicanos. Debía ser una única batalla, y a muerte. Nuevamente, los seguidores de Pompeyo y los de César se iban a enfrentar en una región de Grecia, en una batalla que iba a marcar la lucha por la República o por el Imperio.

## Fuerzas en combate

Movimientos de los ejércitos antes de la batalla.

El ejército de los triunviros comprendía diecinueve legiones (otras legiones se habían dejado atrás). Las fuentes informan solamente del nombre de una legión (la IV legión), pero otras legiones estaban presentes incluyendo la VI, VII, VIII, X Equestris, XII, III, XXVI, XXVIII, XXIX, y XXX, porque sus veteranos participaron en el reparto de tierras después de la batalla. Apiano informa que las legiones de los triunviros contaban con sus filas completas. Además, tenían una gran fuerza de caballería (13 000 jinetes con Octavio y 20 000 con Marco Antonio).
Los republicanos tenían diecisiete legiones (ocho con Bruto y nueve con Casio), mientras que otras dos legiones estaban con la flota. Solamente dos legiones contaban con sus filas completas, pero el ejército fue reforzado por medio del reclutamiento en los reinos aliados del este. Apiano informa que el ejército reunía en torno a 80 000 soldados de infantería. La caballería englobaba un total de 17 000 jinetes, incluyendo 5000 arqueros que montaban al modo oriental. Este ejército incluía las viejas legiones cesarianas presentes en el este (probablemente las legiones XXVII, XXXVI, XXXVII, XXXI y XXXIII); de modo que la mayoría de estos legionarios eran antiguos veteranos cesarianos. No obstante, al menos la legión XXXVI estaba compuesta por veteranos de Pompeyo, alistados en el ejército de César tras la batalla de Farsalia. La lealtad de los soldados que enviaban a luchar contra el heredero de César era un asunto delicado para los republicanos (es importante destacar que el nombre de "Octavio" no fue utilizado por sus contemporáneos: Octavio era conocido como Cayo Julio César). Casio había intentado reforzar la lealtad de los soldados con discursos enérgicos ("No tiene nada que ver que hayáis sido soldados de César. Entonces no éramos sus soldados, sino los soldados de nuestro país") y con un regalo de 1500 denarios para cada legionario y 7500 para cada centurión.
Aunque las fuentes antiguas no informan del número total de hombres de ambos ejércitos, parece que tenían una fuerza similar (los historiadores modernos han fijado un total de en torno a 100 000 hombres en cada bando).

## La primera batalla de Filipos
Marco Antonio planteó batalla varias veces, pero los republicanos no cayeron en el engaño y no abandonaron su posición defensiva. De modo que Marco Antonio trató de flanquear en secreto la posición de los republicanos a través de las marismas del sur. Con gran esfuerzo consiguió abrir un paso a través de las marismas, lanzándose sobre ellos. Esta maniobra fue finalmente advertida por Casio que intentó un contraataque desplazando parte de su ejército al sur, hacia las marismas, y fabricando un dique transversal, intentando cortar el ala derecha de Marco Antonio. Esto provocó la batalla general del 3 de octubre de 42 a. C.

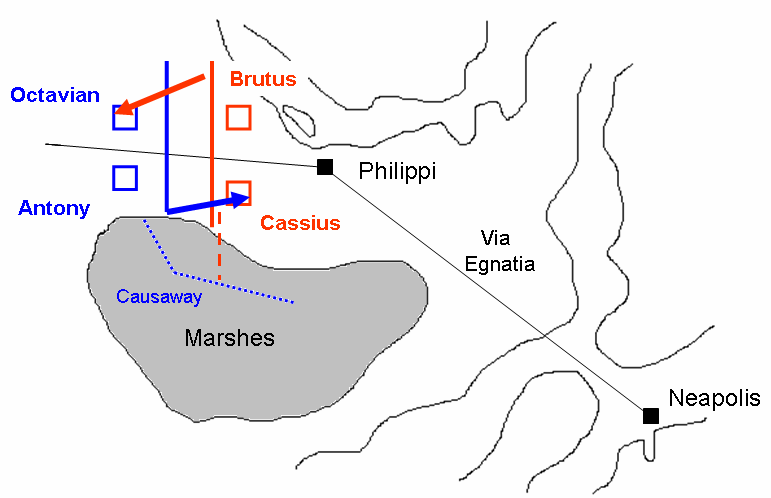
Primera batalla de Filipos.

Marco Antonio ordenó una carga contra Casio, teniendo como objetivo las fortificaciones entre el campamento de Casio y las marismas. Al mismo tiempo, los soldados de Bruto, provocados por el ejército de los triunviros, acometieron contra el ejército de Octavio, sin esperar la orden de ataque (dada con el santo y seña "Libertad"). Este asalto sorpresa tuvo un éxito completo: las tropas de Octavio huyeron y fueron perseguidas hasta su campamento, que fue capturado por los hombres de Bruto, dirigidos por Marco Valerio Mesala Corvino. Tres estandartes de las legiones de Octavio fueron capturados, un claro indicio de la desbandada. Octavio no se encontraba en su tienda: su litera fue agujereada y cortada en pedazos. La mayoría de los historiadores antiguos señalan que había sido advertido en un sueño de que tuviera cuidado ese día, como él mismo escribió en sus memorias. Plinio informa que Octavio fue ocultado en la marisma.
Sin embargo, en el otro lado del vía Egnatia, Marco Antonio asaltó las fortificaciones de Casio, demoliendo la empalizada y llenando el foso. Capturó fácilmente el campamento de Casio, que fue defendido solo por unos pocos hombres. Al parecer, parte del ejército de Casio había avanzado hacia el sur: cuando trataron de regresar fueron repelidos fácilmente por Marco Antonio.
Aparentemente, el resultado de la batalla fue un empate. Casio había perdido 9000 hombres, mientras que Octavio tenía cerca de 18 000 bajas. Sin embargo, el campo de batalla era muy grande y las nubes de polvo hacían imposible hacer una valoración clara del resultado de la batalla, así que ambas partes ignoraban el destino que había tenido los otros. Casio subió a lo alto de una colina, pero no pudo ver bien qué sucedía en el lado de Bruto. Creyendo que había sufrido una derrota aplastante ordenó a su liberto Píndaro que lo matara. Bruto lloró sobre el cuerpo de Casio, llamándolo "el último de los romanos". Sin embargo, evitó un entierro público, temiendo los efectos negativos sobre la moral del ejército.
Fuentes alternativas atribuyen a la codicia de las tropas de Bruto como el factor que impidió su victoria definitiva el 3 de octubre. El saqueo prematuro y el acopio de botín por parte de las fuerzas de Bruto permitieron a las tropas de Octavio recomponer sus líneas. "¡Termina la batalla una vez que ha empezado!", se convirtió en un grito de combate habitual en el futuro reinado de Octavio como emperador.

## La segunda batalla de Filipos
El mismo día de la primera batalla de Filipos la flota republicana, que patrullaba el mar Jónico, interceptó y destruyó los refuerzos de los triunviros (dos legiones, otras tropas y suministros dirigidas por Cneo Domicio Calvino). De ese modo, la posición estratégica de Marco Antonio y Octavio se tornó muy preocupante, puesto que las regiones ya agotadas de Macedonia y Tesalia no podían abastecer a su ejército por mucho tiempo, mientras que Bruto podría recibir fácilmente suministros por mar. Los triunviros tuvieron que enviar una legión al sur, a Acaya, para recoger más suministros. Se elevó la moral de las tropas con la promesa de 5000 denarios adicionales para cada legionario y 25 000 para cada centurión.
Sin embargo, en el otro lado, el ejército de los republicanos se había quedado sin su mejor estratega. Bruto tenía menos experiencia militar que Casio y, lo que era peor, no podía ganarse el respeto de sus aliados y de sus soldados, aunque había ofrecido otros 1000 denarios para cada soldado después de la batalla.
En las tres siguientes semanas, Marco Antonio pudo avanzar lentamente sus fuerzas hacia el sur del ejército de Bruto, fortificando una colina cerca del antiguo campamento de Casio, que había sido dejada sin vigilar por Bruto.

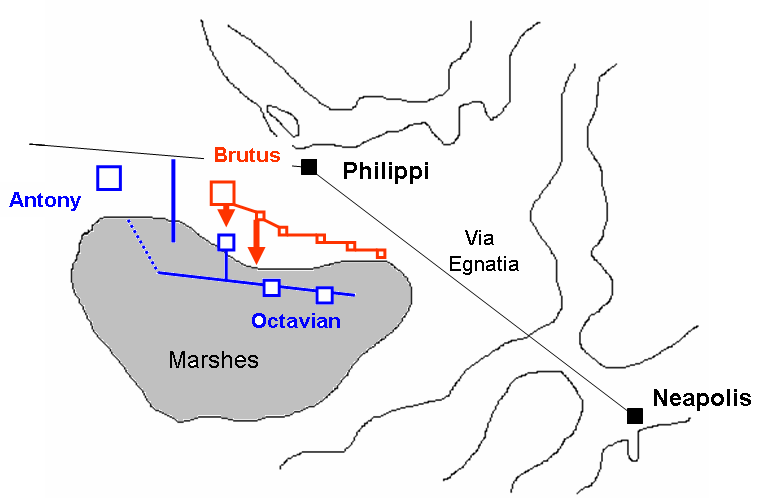
Segunda batalla de Filipos.

Para evitar ser flanqueado, Bruto fue obligado a extender su línea hacia el sur, en paralelo a la vía Egnatia, construyendo varios puestos fortificados. La posición defensiva de Bruto seguía siendo segura, manteniendo las tierras altas y con una línea segura de comunicación con el mar. Quería mantener el plan original de evitar un enfrentamiento abierto, mientras esperaba que su superioridad naval agotara al enemigo. Desafortunadamente, la mayoría de sus oficiales y los soldados estaban cansados de las tácticas dilatorias y exigieron una batalla abierta. Probablemente Bruto y sus oficiales temían que sus soldados se pasaran al enemigo si no mantenían el control de sus tropas. Plutarco también indica que Bruto no había recibido noticias de la derrota de Cneo Domicio Calvino en el mar Jónico. Así, cuando algunos de los aliados orientales y de los mercenarios comenzaron a abandonar, Bruto se vio forzado a atacar la tarde del 23 de octubre. Como él dijo: "Parece que prosigo la guerra como Pompeyo el Grande, no tanto ordenando sino siendo ordenado."
La batalla dio lugar a un combate cuerpo a cuerpo entre dos ejércitos de veteranos bien adiestrados. Se olvidaron de las flechas y de las jabalinas, y los soldados lucharon en formación cerrada frente a frente con sus espadas, la carnicería era terrible. Al final, el ataque de Bruto fue rechazado y sus soldados huyeron desordenadamente, rompiendo las filas. Los soldados de Octavio capturaron las puertas del campamento de Bruto antes de que su ejército pudiera alcanzar esta posición defensiva. El ejército de Bruto no pudo recomponerse, con lo que la victoria de los triunviros fue completa. Bruto pudo retirarse a las colinas próximas con una fuerza equivalente a cuatro legiones. Viendo que la rendición y su captura eran inevitables, Bruto se suicidó.
El número total de bajas de la segunda batalla de Filipos no fueron comunicadas, pero los combates cuerpo a cuerpo probablemente dieron lugar a grandes pérdidas en ambos lados.

## Consecuencias de la batalla
La victoria del triunvirato había sido un éxito, pero sobre todo para Marco Antonio, el verdadero triunfador en Filipos, que aguantó el empuje de Casio, desmoralizándolo y pudiendo arreglar la mala situación en la que se había colocado un enfermo Octavio, después de la pérdida de su campamento ante Bruto. Este hecho es descrito de una forma muy directa por Plutarco al hablar de la victoria del triunvirato: “Ninguna hazaña notable se vio de Octavio, sino que a Antonio era a quien se debían las victorias y los triunfos.”. La batalla de Filipos marcó el punto más alto de la carrera de Marco Antonio. En aquella época era el general romano más famoso y el triunviro de mayor categoría.
Los restos del ejército de los republicanos fueron reunidos y casi 14 000 hombres fueron enrolados en el ejército de los triunviros. Algunos soldados veteranos permanecieron en la ciudad de Filipos, que se convirtió en una colonia romana. A su vez, otros veteranos fueron recompensados tras la batalla de Filipos con tierras en Italia, que fueron expropiadas al efecto. El hijo de uno de los expropiados había adquirido cierta fama como poeta. Se llamaba Publio Virgilio Marón. Uno de los generales de Octavio, llamado Cayo Asinio Polión, era aficionado a la poesía y había oído hablar de él. Su intercesión logró que le fuera devuelta su granja al padre de Virgilio.
Otro literato afectado por la guerra fue Quinto Horacio Flaco. Había sido oficial en el ejército de Bruto, pero durante la batalla de Filipos huyó del combate en lo que, de acuerdo con los cánones de la época, se podría llamar un acto de cobardía. Salvó la vida, pero perdió sus posesiones en Italia. Marchó a Roma y encontró trabajo como escribano.
En Filipos no sólo murieron Bruto, Casio y muchos de sus seguidores, sino que cayeron con ellos los viejos ideales republicanos. Muchos prisioneros fueron ajusticiados sin piedad. Cuenta Suetonio que Octavio no ahorró ultrajes con los prisioneros de la nobilitas. De esta derrota sólo unos pocos pudieron escapar para unirse a las tropas de Sexto Pompeyo, el hijo menor de Pompeyo el Grande, que había iniciado el reclutamiento de un ejército y comenzaba a adueñarse de parte de las provincias occidentales. Los partidos senatorial y republicano fueron aniquilados: nadie más debía desafiar el poder del Triunvirato.
Los triunviros ahora dominaban Roma y quizá pensaron que sería mejor para todos separarse. Lépido recibió el Oeste y Antonio el Este, mientras que Octavio permanecía en Roma.
Pero la batalla de Filipos puso también en evidencia parte de las contradicciones internas de los triunviros. Por supuestas o reales complicidades de Lépido con Sexto Pompeyo, los dos hombres fuertes del triunvirato, Octavio y Antonio, decidieron un nuevo reparto territorial que incluía privar a Lépido del gobierno de provincias: así, Marco Antonio obtuvo también la responsabilidad del gobierno de la Narbonense y de todo el Oriente al que ya tenía sobre la Galia Cisalpina y la Galia Comata. A su vez, Octavio quedó al frente de las dos provincias de Hispania, además de Numidia y África; tenía también que desalojar a Sexto Pompeyo del gobierno de Sicilia. Ahora bien, el triunvirato se mantuvo formalmente a pesar de que el poder real residía en sólo dos de sus miembros. Lépido se encargaba de los aspectos religiosos.

## Citas
Plutarco describe que Marco Antonio cubrió el cuerpo de Bruto con una toga púrpura como muestra de respeto y aunque no habían sido amigos, recordó que Bruto había estipulado, como condición para unirse a la conspiración para asesinar a César, que la vida de Marco Antonio fuera respetada.
Plutarco refiere que Bruto vio a un fantasma unos meses antes de la batalla. Una noche vio una forma enorme y tenebrosa que se le apareció; cuando él le preguntó tranquilamente, "¿Qué eres tú?" contestó "Tu espíritu maligno, Bruto: Te veré en Filipos." Bruto se encontró otra vez con el fantasma la noche anterior a la batalla. Este episodio es uno de los más famosos de la obra de William Shakespeare, Julio César.
Plutarco también indica las últimas palabras de Bruto, citadas en una tragedia griega "Oh miserable virtud, tu no fuiste más que un nombre, pero  yo te adoré como una realidad cierta; pero ahora, parece, que no fueras más que el esclavo de la fortuna."
La propia versión de Octavio de la batalla de Filipos indica: "Envié al exilio a los asesinos de mi padre, castigando sus crímenes con los tribunales ordinarios, más tarde, cuando hicieron la guerra a la república dos veces los derroté en batalla". Qui parentem meum [interfecer]un[t eo]s in exilium expuli iudiciis legitimis ultus eorum [fa]cin[us, e]t postea bellum inferentis rei publicae vici b[is a]cie. Res Gestae 2.

## Cultura popular
La batalla aparece reflejada en la obra de William Shakespeare Julio César (trasfondo de los actos 4 y 5).
La batalla también se esboza en la película Cleopatra,  dirigida por Joseph L. Mankiewicz, protagonizada por Rex Harrison (Julio César), Richard Burton (Marco Antonio) y Elizabeth Taylor (Cleopatra).
En el episodio La batalla de Filipos, sexto de la segunda temporada de la serie de televisión Roma, se plantea una versión novelada de la batalla.